# Holy Moses
Holy Moses je njemački thrash metal sastav, poznat po tome što kao glavni vokal ima pjevačicu, što je veoma rijetko u thrash metalu. Također su jedan od prvih njemačkih thrash metal sastava.

## Povijest sastava
Sastav su 1980. godine u Aachenu osnovali basist Ramon Brüssler te gitarist i pjevač Jochen Fünders. Fünders već iduće godine napušta sastav, te nova pjevačica postaje Sabina Classen. Sastav je često puta mijenjao postavu, te je Sabina do danas ostala kao najdugovječniji član. Između osalih, član sastava je bio i Sabinin bivši muž, gitarist Andy Classen koji je ujedno bio i glavni tekstopisac od 1981. do 1994. godine. Sastav je bio prekinuo s radom 1994., no ponovo se okupio 2000. godine. Do sada su objavili ukupno dvanaest studijskih albuma, kao i kompilaciju Too Drunk to Fuck.

## Članovi sastava
Sadašnja postava
- Sabina Classen – vokali (1981.-danas)
- Peter Geltat – gitara (2012.-danas)
- Thomas Neitsch – bas-gitara (2008.-danas)
- Gerd Lücking – bubnjevi (2011.-danas)

## Diskografija
Studijski albumi
- Queen of Siam (1986.)
- Finished With the Dogs (1987.)
- The New Machine of Liechtenstein (1989.)
- World Chaos (1990.)
- Terminal Terror (1991.)
- Reborn Dogs (1992.)
- No Matter What's the Cause (1994.)
- Disorder of the Order (2002.)
- Strength Power Will Passion (2005.)
- Agony of Death (2008.)
- 30th Anniversary: In the Power of Now (2012.)
- Redefined Mayhem (2014.)

## Vanjske poveznice
- Službena stranica  Arhivirana inačica izvorne stranice od 21. studenoga 2010. (Wayback Machine)